# Elezioni parlamentari a Capo Verde del 2011
Le elezioni parlamentari a Capo Verde del 2011 si tennero il 6 febbraio per il rinnovo dell'Assemblea nazionale.

## Risultati
| Liste                                            | Voti    | %     | Seggi |
| ------------------------------------------------ | ------- | ----- | ----- |
| Partito Africano dell'Indipendenza di Capo Verde | 117 967 | 52,68 | 38    |
| Movimento per la Democrazia                      | 94 674  | 42,27 | 32    |
| Unione Capoverdiana Indipendente e Democratica   | 9 842   | 4,39  | 2     |
| Partito del Lavoro e della Solidarietà           | 1 040   | 0,46  | –     |
| Partito Social Democratico                       | 429     | 0,19  | –     |
| Totale                                           | 223 952 | 100   | 72    |